# 7월 7일 (레드벨벳의 노래)
〈7월 7일〉은 대한민국 걸 그룹 레드벨벳이 녹음한 노래이다. 황찬희, 마리아 마르쿠스, 안드레아스 외베르크가 작곡했고, 잼 팩토리의 서지음이 가사를 담당했다. 레드벨벳의 두번째 EP인 The Velvet의 리드 싱글이다. 이 싱글에서 레드벨벳은 처음으로 자신들의 "벨벳" 컨셉을 보여주었다. 7월 7일은 알앤비-발라드 노래로, 한국의 옛 명절인 칠석의 유래에 관한 이야기를 모티브로 삼았다. 음력 7월 7일 견우와 직녀가 오작교를 통해 만난다는 이야기를 담은 이 노래는 SM엔터테인먼트가 곡의 질을 향상시키기 위해 2016년 3월 17일 하루 늦춰져서 발표되었다.
레드벨벳은 당시 유행하던 캐치있는 댄스를 중심으로 하던 다른 K-pop 아티스트들과는 달리 서정적인 분위기로 과감히 전환한 것으로 칭찬을 받았다. 대한민국에서 가온 디지털 차트에서 10위에 달성하면서 비교적 성공을 거두었다.